# 1900年パリオリンピックのゴルフ競技
1900年パリオリンピックにおけるゴルフ競技（1900ねんパリオリンピックのゴルフきょうぎ）は、初めてオリンピックでゴルフが競技として競われた。イギリス、フランス、ギリシャ、アメリカ合衆国の選手が参加し、男女の各個人戦が競われた。運営は極めて貧弱なもので、大部分の参加者にオリンピックの競技に参加したという認識はなかったとされる。
男子ゴルフは36ホールのストローク・プレーで争われ、女子ゴルフは9ホールストローク・プレーで争われた。会場はパリの北、50kmほどにある1896年創立のCompiègne Clubで、19世紀に設立された数少ないゴルフ場であるが、競馬場の中に作られた、平坦ではあるが、フェアウェイは密生したラフに囲まれ非常に狭いグリーンのコースであった。
1900年10月2日に、男子の2ラウンドの18ホール、ストローク競技が行われ、翌日、女子の9ホールの競技が行われた。

## 男子ゴルフ結果
アメリカ合衆国のチャールズ・サンズ(Charles Sands)が82-85のスコアで優勝した。2位は1打差でスコットランドのウォルター・ラザフォード(Walter Rutherford )であった。サンズは1895年からゴルフを始め、その3ヶ月後に、最初の全米アマチュアゴルフ選手権に参加し、決勝に残り、マクドナルド(Charles B. MacDonald)に敗れた経歴を持つが、大きな大会の参加はそれ以来であった。

## 女子ゴルフ結果
記録上は1900年のパリオリンピックの女子ゴルフ競技はさまざまな「はじめて」の記録を残している。優勝者はアメリカ合衆国のマーガレット・アボットで、9ホールを47のスコアで優勝した。（この大会は現在では陸上競技のみがオリンピックだったと公式に定められているが）アボットはアメリカ合衆国の最初の女性金メダリストである。ただしカップを授与され「金メダル」は受けていなかった。アボットの母親もこの大会に参加し、65のスコアで7位タイとなっており、母娘がオリンピックの同じ大会、同じ競技で競った唯一の事例となっている。アボットもオリンピックに参加したということを認識しないまま没した。彼女の子供たちも研究者、フロリダ大学のウェルチ(Paula Welch)が10年かけた調査の後、遺族を探し出して知らされるまで、アボットがアメリカ最初の女性オリンピック・ウィナーであることを知らなかった。

## メダル受賞者
| 大会名 | 金                           | 銀                             | 銅                             |
| ------ | ---------------------------- | ------------------------------ | ------------------------------ |
| 男子   | チャールズ・サンズ (USA)     | ウォルター・ラザフォード (GBR) | デービッド・ロバートソン (GBR) |
| 女子   | マーガレット・アボット (USA) | ポーリン・ウィッティア (USA)   | ダリア・プラット (USA)         |